# Adsız Cengaver
Pour plus de détails, voir Fiche technique et Distribution.
Adsız Cengaver (titre complet : Adsız Cengaver ve Sultan Gelin, Le Chevalier sans nom et la Sultane mariée, persan : فرزند شمشیر) est un film turc et iranien réalisé par Halit Refiğ et Hassan Sassanpour, sorti en 1970. Il s'inspire de plusieurs mythes et contes, comme le mythe de Moïse et les Mille et Une Nuits.

## Synopsis
À Boukhara, le vizir Cabbar a pris la place de l'émir et s'est emparée de sa fille Esma. Quand l'émir est décapité, il déclare que Caffar sera tué de la main de son fils. Le nouvel émir ordonne de noyer l'enfant à la naissance. Mais la princesse a le temps de confier son bébé au fleuve avec son collier, avant que Cabbar ne survienne et la tue. L'enfant est recueilli par une famille de pêcheurs. Un jour, il délivre un génie enfermé dans une bouteille en échange d'un vœu. Le génie, redevenu géant, lui offre une épée magique, qu'il plante dans un rocher d'où le jeune sans nom ne pourra la tirer que dans dix ans. Quand les soldats de l'émir tue ses parents adoptifs et enlève leur fille, il jure de combattre le tyran une fois adulte.
Dix ans plus tard, il tire l'épée du rocher. Sur la route, il défait un chevalier qui se révèle être une femme, Altınay, ayant fait vœu de devenir l'esclave de son vainqueur. Pendant ce temps, Cabbar découvre dans une boule de cristal l'existence de la belle Gülnaz. Quand le père de cette dernière lui dit de fuir, elle déclare que ses rêves lui ont prédit qu'un chevalier sans nom sauverait le pays du mal lorsqu'elle aurait terminé une broderie le représentant. Dans une oasis, elle rencontre l'homme sans nom et comprend qu'il est le héros dont elle a rêvé. Arrivé à Boukhara, il découvre que Cabbar est parti à la poursuite de Gülnaz. Mais la caravane a été massacrée par les hommes du bandit borgne Asım, qui ont enlevé Gülnaz. Le père de cette dernière leur donne une pierre qui permet de voir la jeune femme où qu'elle soit. Ils sont rejoints par le musicien Köse. Ils combattent les brigands dans leur grotte et délivrent Gülnaz. Le héros sans nom laisse ses amis au bord d'un lac et repart combattre Cabbar. Il arrive au palais souterrain de la reine des forêts, Ebrise, qui pétrifie ses amants à l'aide d'un dard empoisonné. Elle le drogue pour qu'il perde la mémoire. Elle jette à l'eau la pierre qui permet de voir Gülnaz. Un pêcheur l'apporte à Cabbar, qui part à sa recherche. En voyant sa broderie défaite pendant la nuit, Gülnaz comprend que le héros est en danger et Altınay part le sauver. Cabbar retrouve Gülnaz, et la magicienne à son service transforme Köse en chien. 
Altınay retrouve le héros et comprend qu'il a été ensorcelé. Elle est capturée par Ebrise, mais le chien Köse la sauve au moment où elle va être coupée en deux, et Altınay tue Ebrise, rompant le sortilège sur le héros. Ils partent à la rescousse de Gülnaz, alors que Cabbar annonce leur mariage. L'homme sans nom se bat contre l'émir, mais l'épée magique se brise au contact de Cabbar, car elle ne peut tuer une personne du sang du héros. Au moment d'exécuter le vaincu, Cabbar voit le collier de sa mère et comprend qu'il est le fils de la princesse Esma, et donc son fils. Il décide de le jeter dans la fournaise le soir de son mariage. Mais Altınay lance la révolte contre l'émir et le héros se joint au combat dans le palais. Il laisse la vie à Cabbar vaincu, mais ce dernier tombe dans la fournaise en tentant de le tuer dans le dos. Le héros est alors sacré émir sous le nom d'Adil Khan.

## Fiche technique
- Titre : Adsız Cengaver
- Réalisation : Halit Refiğ et Hassan Sassanpour
- Scénario : Halit Refiğ
- Photographie : İlhan Arakon
- Montage :
- Musique :
- Production : Hürrem Erman
- Société de production : Erman Film
- Pays :  Turquie
- Genre : Film dramatique
- Durée : 83 minutes
- Dates de sortie : 1970

## Distribution
- Cüneyt Arkın : Adsız (sans nom)
- Nebahat Çehre : Altınay
- Pouri Banai : Gülnaz
- Birsen Ayda : Ebrise
- Altan Günbay : Cabbar
- Humayun Tebrizyan : Köse
- Milton Reid : le géant
- Behçet Nacar : Nurettin
- Mehmet Ali Akpınar : Asım
- Semih Sezerli  : le vendeur d'œufs
- Nermin Özses : la magicienne
- Murat Tok : l'ancien émir